# Ллойд Остін
Ллойд Остін (англ. Lloyd Austin; нар. 8 серпня 1953, Мобіл, Алабама) — американський воєначальник, генерал армії США, міністр оборони США з 21 січня 2021 до 20 січня 2025. Учасник війн в Афганістані та Іраку.

## Біографія
Народився 8 серпня 1953 року в Мобілі, штат Алабама, виріс у Томасвіллі, штат Джорджія. У червні 1975 закінчив Військову академію США (Вест-Пойнт), здобувши ступінь бакалавра наук.
У 1986 році здобув магістра мистецтва в галузі освіти в університеті Оберна та ступінь магістра з управління бізнесом у Вебстерському університеті. Військову освіту здобув на піхотних офіцерських курсах підвищення кваліфікації, у Командно-штабному та Воєнному коледжах армії США.
Військову службу розпочав лейтенантом, командиром піхотного взводу у 3-ій механізованій дивізії в Німеччині. Надалі посідав посаду командира розвідувальної роти, звідкіля направлений на курси підвищення кваліфікації. Командир роти вогневої підтримки 508-го парашутного полку у 82-ій повітрянодесантній дивізії, далі помічник начальника оперативного відділу 1-ї бригади дивізії.
У 1981 році направлений до Індіанаполіса, де служив оперативним офіцером управління набору рекрутів Армії США в штаті, пізніше був призначений командиром батальйону рекрутів Армії США. По завершенні навчався в університеті Оберн, далі був направлений у Військову Академію США у Вест-Пойнті, Нью-Йорк, де служив викладачем тактики. Продовжив навчання у Командно-штабному коледжі армії у Форт Лівенворт, Канзас, звідки направлений до 10-ї гірсько-піхотної дивізії. Службу продовжував на різних командних та штабних посадах. З 1993 — командир 2-го батальйону 505-го парашутного полку 82-ї дивізії, а після завершення навчання у Воєнному коледжі армії в Карлайлі, штат Пенсільванія, призначений командиром 3-ї бригади 82-ї дивізії. Продовжував службу начальником управління планування Об'єднаного комітету начальників штабів, потім помічник командира 3-ї механізованої дивізії.
З вересня 2003 до серпня 2005 командир 10-ї гірсько-піхотної дивізії з відрядженням до Афганістану, як командир 180-ї Об'єднаної оперативної групи американських військ. З вересня 2005 до жовтня 2006 начальник штабу Центрального командування ЗС США на авіабазі Мак-Ділл в Тампі.
8 грудня 2006 Л. Остіну надано військове звання генерал-лейтенант, його призначено командиром 18-го повітрянодесантного корпусу у Форті Брегг, в Північній Кароліні. У серпні 2009 року обіймає посаду директора Об'єднаного комітету начальників штабів. У лютому 2008 його призначають командувачем Багатонаціонального корпусу в Іраку, під його проводом перебувало 152 000 військовиків Коаліційних сил.
1 вересня 2010 року генерал Остін призначається командувачем усіх американських військ в Іраку, якими командував до 18 грудня 2011 року, до повного виведення Збройних сил США з території країни.
14 грудня 2011 його призначають 33-м заступником начальника штабу Армії США, на цій посаді він перебував до 31 січня 2012 року, коли його розглянули, а 22 березня 2013 року Сенат затвердив на пост командувача Центрального Командування ЗС США.
Остін покинув цей пост та військову службу у 2016 році. Потім обіймав пости у радах директорів кількох комерційних компаній, зокрема Raytheon Technologies та Nucor.
Міністр оборони в адміністрації Джо Байдена
2020 року обраний президент США Джо Байден оголосив, що номінує Остіна на посаду міністра оборони у своїй адміністрації.
22 січня 2021 року Сенат затвердив кандидатуру Остіна на посаду міністра оборони. Ллойд став першим в історії афроамериканцем, котрий очолив Пентагон.

## Заяви щодо України
У квітні 2021 року дав обіцянку щодо «готовності підтримувати Україну в умовах агресії Росії на Донбасі та в Криму, що триває». Та пообіцяв, «що у разі ескалації російської агресії Сполучені Штати не залишать Україну наодинці та не допустять реалізації агресивних прагнень Російської Федерації щодо України».

## Нагороди
- Орден князя Ярослава Мудрого II ст. (Україна, 23 серпня 2022) — за значні особисті заслуги у зміцненні міждержавного співробітництва, підтримку державного суверенітету та територіальної цілісності України, вагомий внесок у популяризацію Української держави у світі[9]